# Christine Vogler
Christine Vogler (* 14. Dezember 1969 in Stuttgart) ist eine deutsche Pflegepädagogin, Geschäftsführerin und Präsidentin des Deutschen Pflegerats.

## Werdegang
Christine Vogler legte im Jahr 1989 das Abitur an der Albrecht-Dürer-Oberschule in Berlin ab. Es folgte eine Ausbildung zur Krankenschwester (damalige Berufsbezeichnung) am Krankenhaus Berlin-Neukölln, die Vogler 1992 erfolgreich beendete. Anschließend arbeitete sie daselbst als Krankenschwester auf einer onkologisch-hämatologischen Station. Zwischen 1994 und 2001 studierte Vogler Diplom-Pflegepädagogik an der Humboldt-Universität Berlin. Zeitgleich arbeitete sie als Lehrerin für Pflegeberufe am Krankenhaus Berlin-Neukölln. Von 2002 bis 2004 war Vogler Fachbereichsleitung der Pflegeausbildung am Institut für Berufliche Bildung (Vivantes) und anschließend von 2004 bis 2019 Leitung der Pflegeschule Berlin-Wannsee-Schule. Ab dem Jahr 2009 war sie zusätzlich Studienzentrumsleitung der Hamburger Fernhochschule am Standort Berlin-Wannsee. Auch absolvierte Vogler an der Diakonischen Akademie Berlin eine Weiterbildung „Management und Schulleitung“ (2004–2005) sowie eine Weiterbildung zur „Qualitätsmanagementbeauftragten“ (2008–2009). Seit 2020 ist Christine Vogler Geschäftsführerin am BBG – Berliner Bildungscampus für Gesundheitsberufe (Träger Charité und Vivantes).
Christine Vogler war langjährige Vorsitzende des Landespflegerats Berlin-Brandenburg. 

### Präsidentin Deutscher Pflegerat
Von 2017 bis 2021 war Christine Vogler Vizepräsidentin des Deutschen Pflegerats, am 16. Juni 2021 wurde sie zu dessen Präsidentin gewählt. Im Mai 2025 wurde Christine Vogler in diesem Amt bestätigt.

## Auszeichnungen
- 2018: Berliner Frauenpreis für das Engagement für eine anspruchsvolle und attraktive Pflegeausbildung.
- 2022: Pflegemanagerin des Jahres 2022. Verliehen vom Bundesverband für Pflegemanagement und Springer Pflege[5]

## Veröffentlichungen, Buchbeiträge
- Christine Vogler (Hrsg.) (2020): Pflegias. Grundlagen der beruflichen Pflege/Pflegerisches Handeln, Band 1 und 2. Berlin: Cornelsen.
- Christine Vogler und Carsten Drude (2022): Modernes Management von Pflege- und Gesundheitsberufen. München: Elsevier.
- Christine Vogler (2024): Vorwort BAPID. In: von Gahlen-Hoops, Wolfgang & Genz, Katharina (Hrsg.)(2024): Bildungsarchitektur der Pflege in Deutschland (BAPID). Bestandsaufnahme und Empfehlungen für die Pflegebildung von morgen. Unter Mitarbeit von Jana Herzberg. Bd. 4 der Reihe Pflege Pflege – Bildung – Wissen. transcript: Bielefeld: 7–11 Digitalisat
- Christine Vogler und Thomas Druyen, Pflege. Zukunft. Menschenrecht. Zehn Empfehlungen für eine Pflege von morgen. Cornelsen 2024
- Christine Vogler / Sandra Strube-Lahmann / Steffen Dißmann (2024): Weiterentwicklung des Pflegeberufs: Chancen und Risiken der Akademisierung der Pflege. In: Antje Schwinger / Adelheid Kuhlmey / Stefan Greß / Jürgen Klauber / Klaus Jacobs / Susann Behrendt (Hrsg.)(2024): Pflege-Report 2024. Ankunft der Babyboomer: Herausforderungen für die Pflege. Berlin: SpringerOpen: 141 f. https://doi.org/10.1007/978-3-662-70189-8

## Podcasts, Videos
- Pflege-Bildung: Episode 25 (31. Dezember 2021): Rückblick auf das Jahr 2021 mit Christine Vogler. Roland Brühe im Gespräch mit ihr. Dauer: 52:15 Min. Roland Brühe Gespräch mit Christine Vogler
- swr.de (6. Oktober 2022): Pflegeratspräsidentin Christine Vogler: Der Pflegenotstand in Deutschland betrifft uns alle. Dauer: 6 Min. Podcast
- YouTube (6. Oktober 2022): Eröffnung 9. Deutscher Pflegetag 2022. Ansprache Christine Vogler. Dauer: 32:45 Min. Ansprache Christine Vogler
- ZDF-Interview (26. Mai 2023): Christine Vogler „Keine Reform, sondern Notwendigkeit“. Dauer: 6 Min. ZDF-Interview mit Christine Vogler
- SWR1 Leute (3. April 2024): Christine Vogler: Wer kann sich gute Pflege in Zukunft noch leisten? Dauer: 33:53 Min. SWR1 Leute mit Christine Vogler
- YouTube (21. November 2024): Eröffnungsrede Christine Vogler. 11. Deutscher Pflegetag am 7. und 8. November 2024. Dauer: 24:39 Min. Eröffnungsrede Christine Vogler